# Fontanarejo
Fontanarejo – gmina w Hiszpanii, w prowincji Ciudad Real, w Kastylii-La Mancha, o powierzchni 76,95 km². W 2011 roku gmina liczyła 309 mieszkańców.